# Máncora

Strand von Máncora

Máncora ist eine peruanische Kleinstadt und ein Touristenzentrum mit ca. 13.000 Einwohnern am Pazifik.

## Geografie
Máncora liegt im Norden des Landes in der Region Piura und etwa eineinhalb Stunden (Autofahrt) südwestlich der ecuadorianischen Grenze.
Größere Städte in der Nähe sind Tumbes, etwa 85 km nordöstlich, Talara, etwa 60 km südwestlich, und Piura, etwa 200 km südlich. Die Route nach Lima führt generell über Piura.
Die viele Kilometer langen Strände sind wegen ihres feinen, hellgelben Sandes berühmt. Das macht den Ort in Verbindung mit dem klaren, 24 bis 28 °C warmen Wasser sowie dem trockenen, tropischen Klima mit Temperaturen zwischen etwa 17 und 36 °C und täglichem Sonnenschein für Touristen sehr attraktiv.

## Wirtschaft
Die Einwohner Máncoras leben hauptsächlich vom Tourismus, sowohl inländischem als auch – vor allem im Winter – ausländischem. Mit vielerlei Gastronomiebetrieben, Geschäften, Ärzten, Internetcafés, Bank und Krankenhaus verfügt Máncora über eine gute Infrastruktur.

## Verkehr
Seit Juni 2020 hat Máncora einen neuen privaten Flughafen mit dem Namen Walter Braedt Segú (Landebahn 1750 × 30 m), Code OACI SPWB (Landung und Start 22 und 04). Dessen Entfernung zum Zentrum von Mancora beträgt 3 km.

Die Companía Petrolera Lobitos Ltd. betrieb – wohl ab 1925 – eine 60 km lange Industriebahn in der Spurweite von 762 mm zwischen dem Hafen von Lobitos und Máncora. 1958 wurde der Betrieb hier eingestellt.

## Sport
Auch das ideale Surfrevier an diesem Teil der Pazifikküste wird in den Sommermonaten November bis Februar besonders geschätzt. Hier befinden sich einige der besten linksdrehenden Wellen des Landes. Neben einem Punkt direkt am Strand im Ortszentrum befinden sich auch in der Umgebung Máncoras andere bekannte Surfspots wie Los Órganos und Cabo Blanco. Darüber hinaus eignet sich Máncora zum Kitesurfen, da die Winde Nachmittags gut stehen.